# Modest Menzinsky
Modest Menzinsky, född 29 april 1875 i Novosilky, Galizien, Österrike, (nuvarande Ukraina), död 11 december 1935 i Stockholm,  var en ukrainsk operasångare (tenor).

## Biografi
Menzinskys far var katolsk präst och sonen började studera teologi i Lviv. Han fick tillåtelse att studera sång och snart lämnade han den teologiska utbildningen för att ägna sig åt musiken. 1899 åkte Menzinsky till Frankfurt för att studera för Julius Stockhausen.
Han blev inbjuden till Sverige, efter sin utbildning och fick kontrakt på Stockholmsoperan. Han sjöng i Stockholm alla "Siegfried" och "Valkyrior" av Richard Wagner. Efter flera anbud från kontinenten lämnade han Sverige 1909 för ett kontrakt med Kölnoperan. 
Från 1910 sjöng han förutom i Köln på flera andra stora scener i Europa. 1926 drog han sig tillbaka och bodde sedan i Sverige, där han arbetade med utbildning av sångare. Hans sista framträdande var en jubileumskonsert i radion 29 april 1934 i Stockholm. Följande dag fick han en hjärnblödning som lämnade honom delvis förlamad. Modest Menzinsky tillfriskande aldrig helt utan dog 11 december 1935. Han är begravd på Katolska kyrkogården i Stockholm.

## På CD
- Lebendige Vergangenheit - Modest Menzinsky (Preiser Records), Inspelad 1910-11. Utgiven 2000. Innehåller "Ora per sempre addio" på svenska och andra arior.